# 1004
L'any 1004 (MIV) va ser un any de traspàs, començat en dissabte del calendari julià.

## Esdeveniments
- Gener - Roma, Sacre Imperi Romanogermànic: Joan XVIII substitueix Joan XVII com a papa.[1]
- 14 de maig - Pavia: Arnulf II corona Enric IV de Baviera com a rei d'Itàlia.
- Entre el 3 de novembre de 1004 i l'1 de març de 1005: Sanç III es converteix en rei de Navarra.
- Península Itàlica: auge de Pisa.
- Bukharà: cau la dinastia Samànida.
- Gastó II esdevé vescomte de Bearn.

## Naixements
- Robert I de Normandia, duc de Normandia (m.1035).

## Necrològiques
- Adelaida d'Aquitània, reina consort dels francs (n.c.945).
- Mansó I d'Amalfi, duc d'Amalfi.
- Entre el 1000 i el 1004: Garcia III Sanxes II, rei de Navarra.
- Cèntul III, vescomte de Bearn. Mor assassinat en mans de Llop el Fort, senyor de Sèrras.[2]